# Strywihor
Strywihor (ukrainisch Стривігор, polnisch Strwiąż) ist der Name eines linken Zuflusses des Dnister in der Ukraine. Der Fluss durchfließt im Oberlauf die polnische Woiwodschaft Karpatenvorland. Sein Einzugsgebiet bildet damit, neben dem sich südlich anschließenden Flussgebiet der Mschanez, den einzigen Teil Polens, der über den Dnister zum Schwarzen Meer entwässert.

## Geografie
Der rund 94 km lange Fluss entspringt im Nordwesten der Stadt Ustrzyki Dolne im Sanok-Turkaer Gebirge, fließt in südöstlicher Richtung ab, wendet sich unterhalb von Ustrzyki Dolne nach Nordosten, wird in diesem Abschnitt von der Droga krajowa 84 begleitet, erreicht bei dem Grenzübergang Krościenko-Smolnica die Ukraine, passiert in dieser die Kleinstadt Chyriw, fließt weiter nach Osten in einigem Abstand an der Stadt Sambir vorbei und nunmehr etwa parallel zum Dnister bis zur Mündung südlich der Kleinstadt Rudky. Das Einzugsgebiet wird mit 955 km² angegeben, davon 193 km² in Polen.